# Luft-Fahrzeug-Gesellschaft

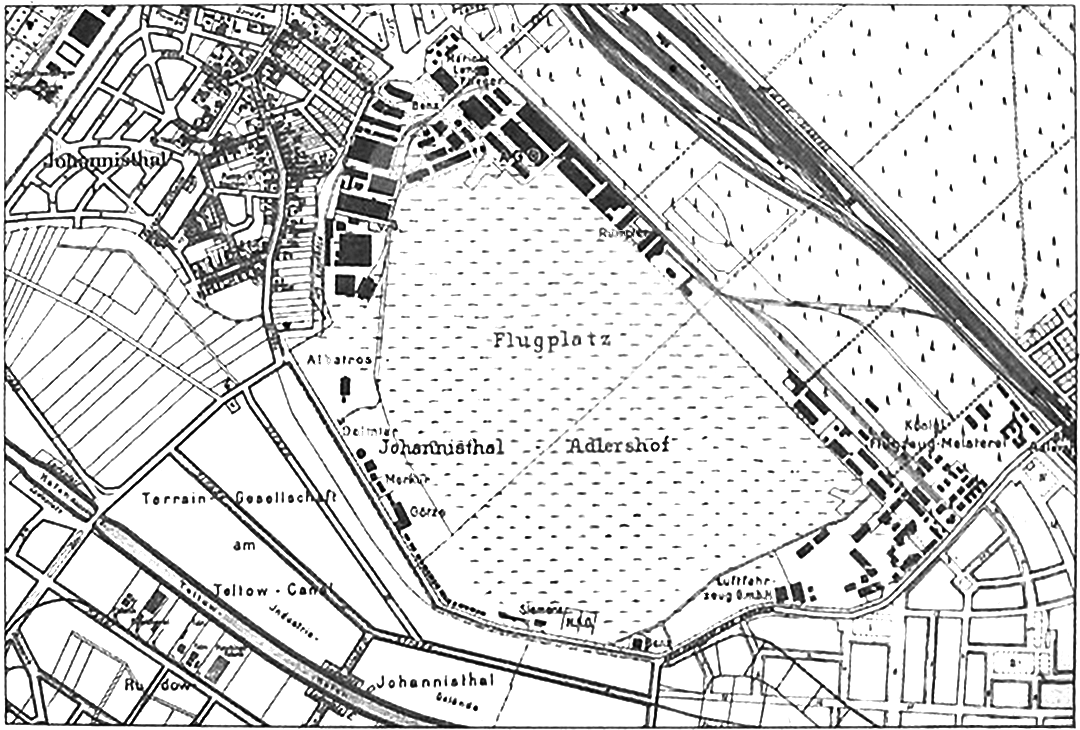
Lotnisko Berlin-Johannisthal: zabudowania LFG są w prawym dolnym rogu; na planie widać też hale innych firm: Rumplera i Albatrosa

Luftfahrzeug-Gesellschaft mbH (LFG) – niemiecka wytwórnia sterowców i samolotów z pierwszej połowy XX w. Najbardziej znana z maszyn obserwacyjnych i myśliwskich produkowanych dla lotnictwa niemieckiego w czasie I wojny światowej pod marką Roland.

## Historia
Motorluftschiff-Studiengesellschaft mbH (MSG, Towarzystwo Studiów nad Sterowcami, sp. z o.o.) powstało przy wsparciu cesarza Wilhelma II. Miało wspomóc rozwój konstrukcji sterowców w Niemczech. Po wezwaniu do zbiórki funduszy w maju 1906 roku, Towarzystwo zostało ustanowione w lecie tego roku, z kapitałem zakładowym 1 mln marek. Z funduszy tych udzielono wsparcia hr. von Zeppelinowi dla rozwoju jego konstrukcji i nabyto prawa oraz rozpoczęto budowę sterowców konstrukcji Augusta von Parsevala, którego zatrudniono jako wicedyrektora. Wsparcie Ministerstwa Wojny umożliwiło wzniesienie pierwszej hali balonowej na poligonie w Tegel.
W kwietniu 1908 roku powstała spółka Luftfahrzeug-Gesellschaft mbH (LFG, Spółka statków powietrznych z o.o.), utworzona przez MSG w celu budowy sterowców Parsevala, mieszcząca się w Bitterfeld. W 1908 roku MSG kupiło także prawa do patentów Wrightów i utworzyło spółkę Flugmaschine Wright GmbH w celu produkcji samolotów Wright Flyer; ta ostatnia uległa likwidacji w 1912 roku, po unieważnieniu patentów przez sąd niemiecki i wyprodukowaniu ok. 40 samolotów. Wówczas Krupp i inni finansiści zgromadzili fundusze i odtworzyli firmę LFG w celu produkcji samolotów, wykupując byłe zakłady Flugmaschine Wright na lotnisku Johannisthal w Adlershof. Wtedy też zarejestrowano markę „Roland” (od rycerza Rolanda), dla odróżnienia samolotów oznaczanych skrótem LFG od podobnie brzmiącego skrótu LVG przedsiębiorstwa Luftverkehrsgesellschaft m.b.H.; w oficjalnym kodzie niemieckiego lotnictwa maszyny LFG oznaczane były skrótem „Rol”. Początkowa siedziba znajdowała się w dawnej fabryce FG Wright w Adlershof, ale po zniszczeniu jej przez pożar 6 września 1916 roku została przeniesiona do hal wystawowych w Charlottenburgu w Berlinie (podobno ogień podłożyli agenci wywiadu brytyjskiego).
Po wojnie, do 1925 roku firma produkowała samoloty cywilne, w tym wodnopłaty, i była operatorem kilku linii lotniczych, obsługujących krótkie trasy wokół Bałtyku. W 1928 roku została zlikwidowana.

## Sterowce
Pierwszy sterowiec (PL 1) zbudowany dla cesarskiego aeroklubu miał pojemność 3200 m³; kolejne dwa powstały dla armii (Pl 3 miał pojemność 5600 m³). Od 1909 roku kolejne maszyny Parsevala budowane były już pod marką LFG. Poza trzema ostatnimi, wszystkie były ciśnieniowe, bez sztywnego kadłuba typowego dla „zeppelinów”. Miały przeznaczenie sportowe, szkolne i wojskowe, produkowane były także na eksport: Pl 4 kupiła Austria, Pl 7 – Rosja (w roku 1910), podobnie jak Pl 14; Pl 13 trafił do Japonii, Pl 15 i Pl 17 – armii włoskiej, Pl 18 do 21 zostały zamówione przez Brytyjczyków, ale ze względu na wybuch I wojny dostarczono tylko Pl 18 w 1913 roku. Pod nazwą „No. 4” był pierwszym brytyjskim statkiem powietrznym, który wykonał misję bojową w czasie wojny, patrolując ujście Tamizy w sierpniu 1914 roku; ostatnim, i największym sterowcem wyprodukowanym w LFG w czasie wojny był Parseval PL27.
Po wojnie oddział sterowcowy został przeniesiony na lotnisko Seddin (dziś Jezierzyce) pod Słupskiem i w 1927 roku przekształcony w przedsiębiorstwo Wasser- und Luft-Fahrzeug GmbH, które wyprodukowało jeszcze trzy niewielkie sterowce reklamowe Parseval-Natz, konstrukcji półsztywnej.

## Samoloty
Do 1914 roku LFG było jedną z firm produkujących stalowe wersje Taube (tzw. Stahltaube) i dwupłatowce własnej konstrukcji, na rynek cywilny. Po wybuchu I wojny światowej budowała dla niemieckiego lotnictwa wojskowego licencyjne Albatrosy klas B i C: B.II, C.Ia (pierwotnie oznaczony jako Roland C.I, ostatecznie Albatros C.I(Rol)) i C.X. Innymi maszynami budowanymi na licencji były Halberstadt CL.IV i Hannover CL.IIa.
Pierwszym własnym samolotem wytwórni był rozpoznawczy LFG Roland C.II, nazywany „Walfisch” (wieloryb) (powstało ich 215 w zakładach LFG). Z 12 własnych projektów myśliwców, do produkcji weszły dwa (LFG Roland D.II i LFG Roland D.VI). LFG zbudowała też pierwszy samolot przeznaczony do operowania z okrętów podwodnych (V-19 Stralsund).

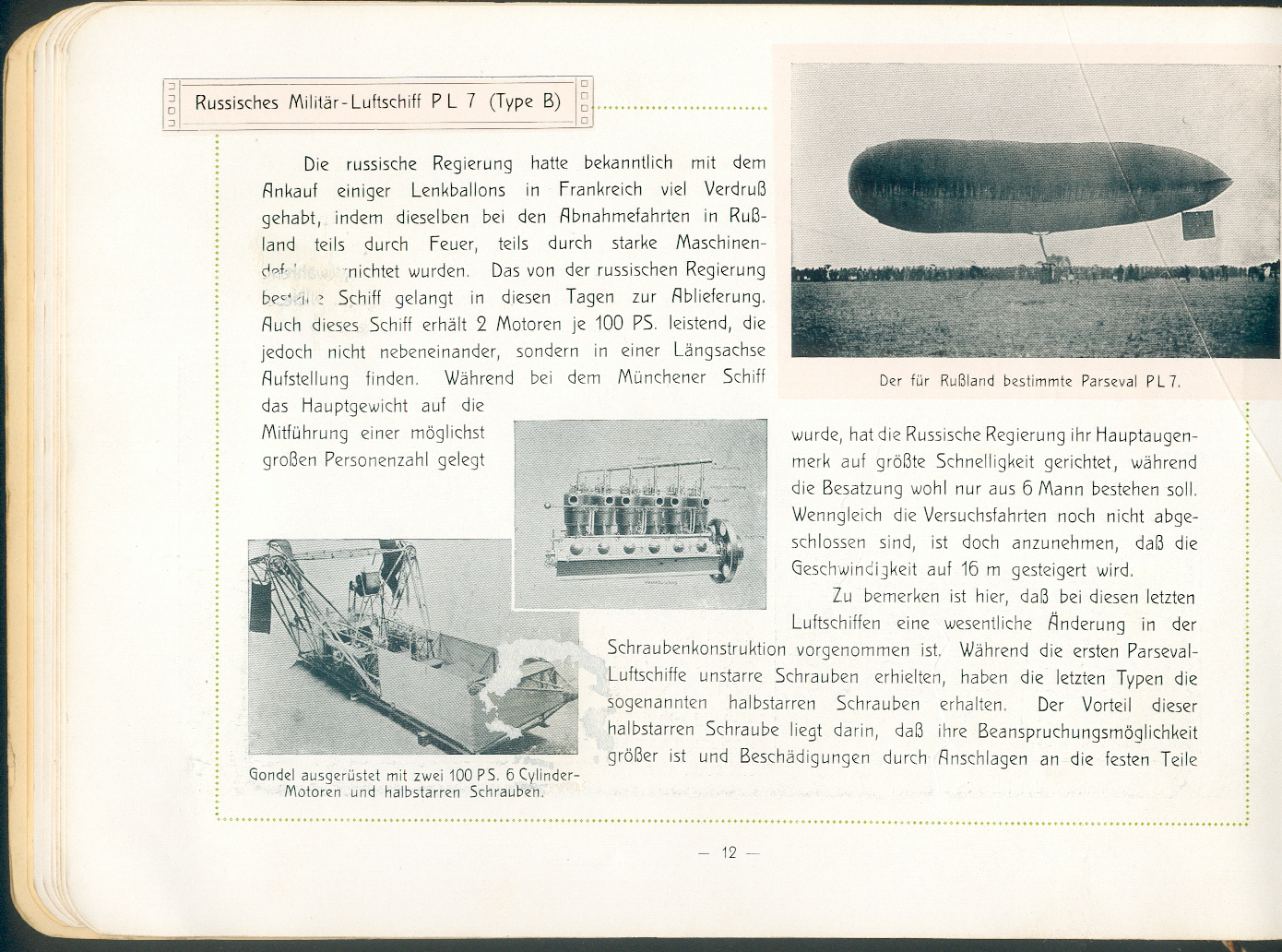
Strona z broszury reklamowej LFG, przedstawiająca rosyjski sterowiec Pl 7
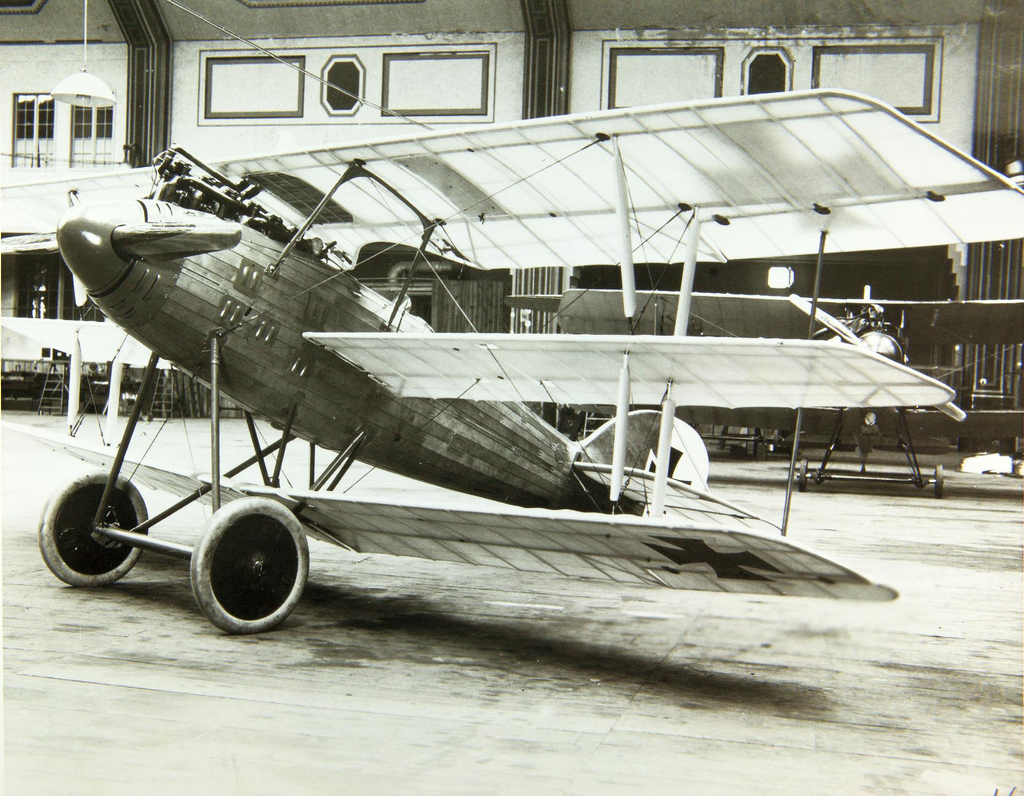
LFG Roland D.IV, prototypowy myśliwiec trójpłatowy (określany też Dr.I)
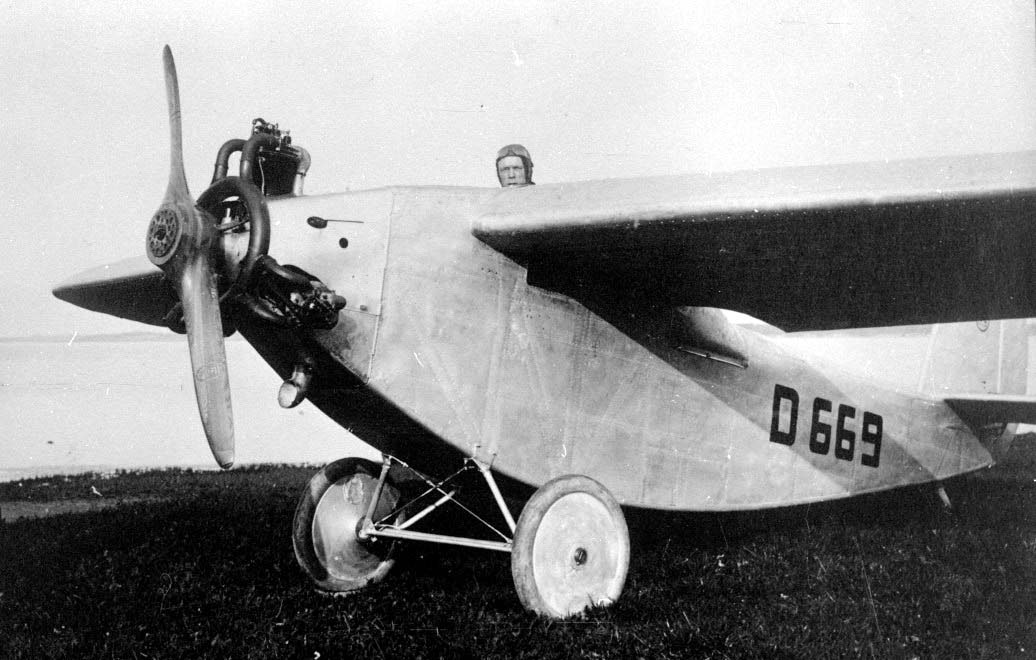
LFG V 44, powojenny samolot pasażerski